# Тополошки модел
У ГИС-у, топологија је збир правила која дефинишу геометријске везе између објеката у простору а представљених тачкама, линијама и полигонима. Геометријске особине ових објеката не мјењају се усљед трансформација као што је растезање или савијање, и независне су од координатног система. Тополошке карактеристике независне су од размјере и мјерне јединице. Топологија се састоји од граничења, садржавања и повезивања. Граничење и садржавање описују геометријску везу која постоји између особина површи. Површине се могу описати као сусједне ако дјеле границе. Повезивост је геометријска особина кориштена да опише везе међу особинама линија нпр. путеви су повезани тако да чине мрежу путева.
Простим језиком тополошки модел се може описати као релација између особина простора. Напримјер, оквири полигона су сачињени од линија, сусједни полигони дјеле границе. Формати података који су топлошки одржавају ове релације при креирању и уређивању података (GRASS GIS векторски формат), заједничке границе се појављују само једном у запису.
У нетополошким форматима, заједничке границе су удуплане, једна за сваки полигон (спецификација простих особина, ESRI-јев шејпфајл формат и други).
Осим разлике у записивању података тополошки ГИС одржава просторне релације у моменту док се оне уређују. Ако помјерите линију, границе полигона се уређују паралелно. Ово обезбјеђује конзистенцију ваших података и веома је важно код геопроцесирања.